# Catedral de Ardfert
La Catedral de Ardfert (Irlandés: Ardeaglais Ard Fhearta) es un complejo de varios edificios que están situados en las cercanías de Ardfert en el condado de Kerry en Irlanda.
El monasterio fue fundado en el siglo VI por San Brendan el Navegante, santo que fue un gran navegante según se recoge en Navigatio Sancti Brendani de 1050 que fundó varios monasterios.
El complejo está formado por varias ruinas que pertenecen a diferentes edificios:
- La catedral: Es el elemento más importante del conjunto. La construcción se remonta al siglo XII y se conserva la estructura exterior, destacando un pórtico románico. En el interior en la esquina noroeste se conserva una escultura del siglo XIV que representa a un obispo local sin identificar.
- El cementerio: En él se conservan los restos de una iglesia románica llamada Teampall na Hoe, una capilla gótica denominada Teampall na Griffin que contiene unos relieves de unos grifos y varias cruces celtas.

## Galería de imágenes de la catedral

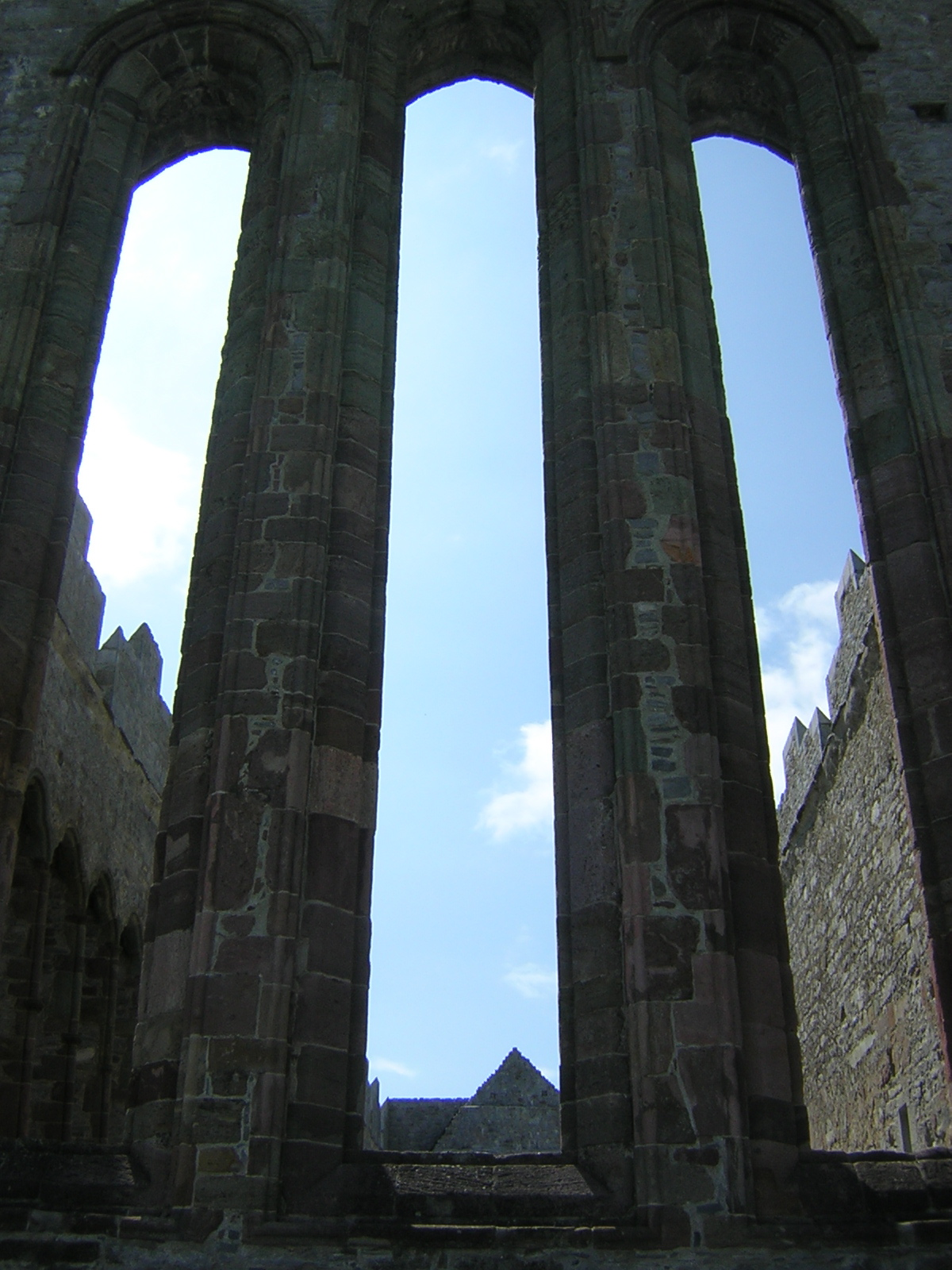
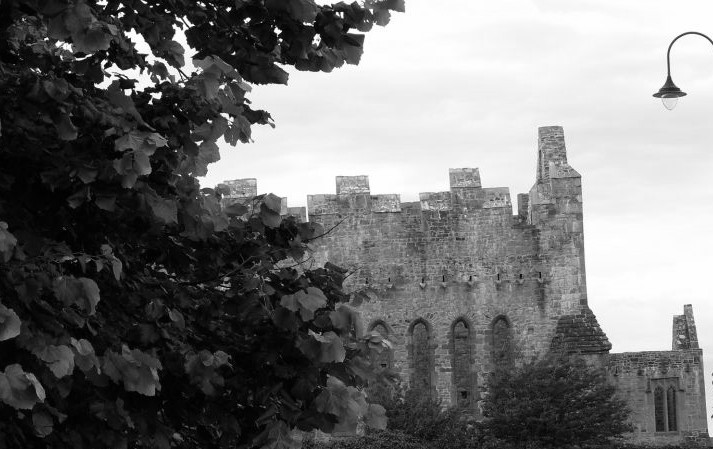
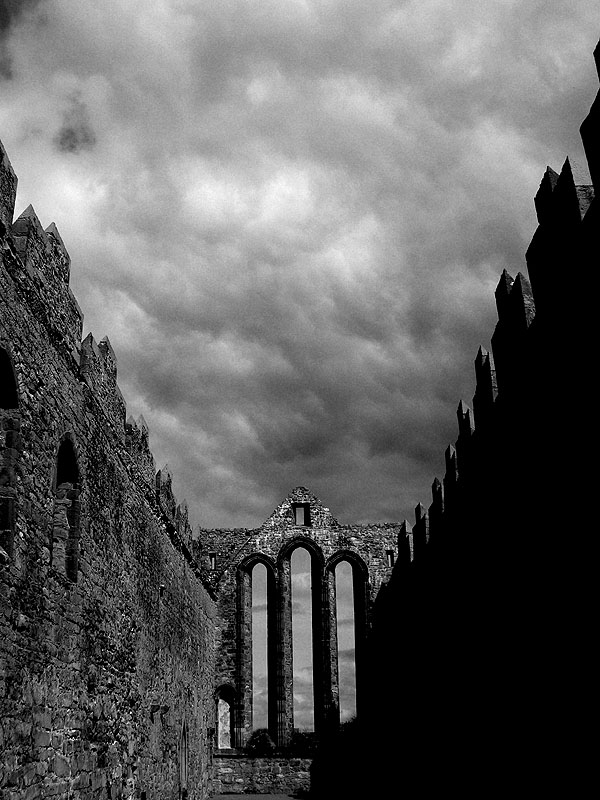
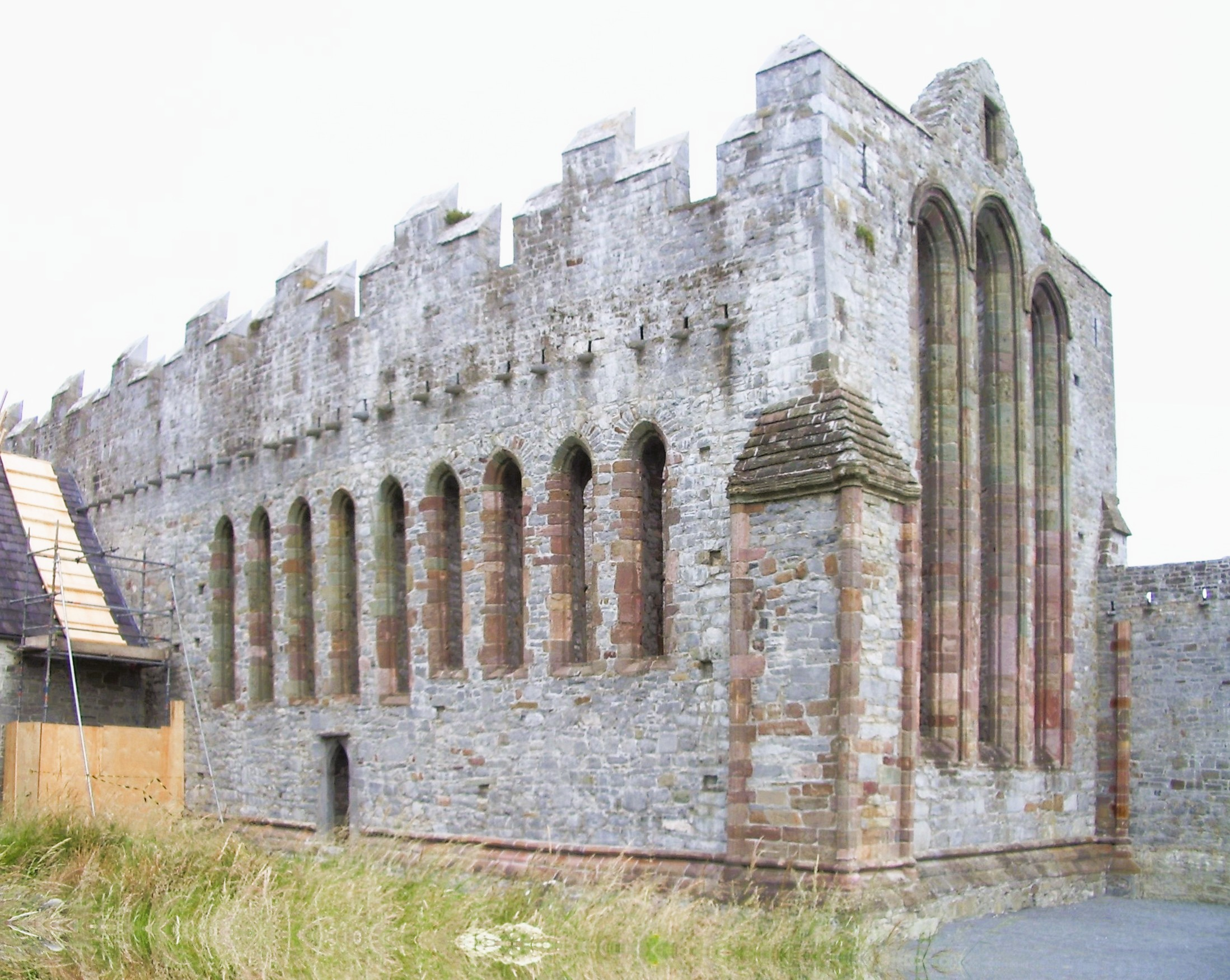

- Datos: Q2039876
- Multimedia: Ardfert Cathedral / Q2039876